# Kongres starokatolików w Konstancji
Kongres starokatolików w Konstancji – odbyte w dniach 12–15 września 1873 roku, ostatnie z trzech generalnych i formalnych spotkań przedstawicieli ruchów starokatolickich, mające ugruntować proces powstawania niezależnych krajowych kościołów katolickich.
Ostatni z trzech wielkich kongresów nabrał dla Kościoła starokatolickiego podstawowego znaczenia, przez przyjęcie projektu starokatolickiego "Statutu synodalnego i parafialnego". Opracowany głównie przez Fryderyka von Schultego, stanowił ambitną próbę odtworzenia w nowożytnym kształcie biskupio-synodalnego ustroju starego Kościoła. Po postanowieniach ogólnych, w których min. wyraźnie powiedziano, że starokatolicy "jako trwający w Kościele katolickim, zastrzegają sobie wszystkie prawa przysługujące katolikom (...), a ich własna organizacja kościelna posiada jedynie charakter prowizoryczny", określono dokładnie prawa i obowiązki biskupa, przedstawicielstwa synodalnego, synodu, parafii i duchownych pomocniczych. 
Zgodnie z zasadami opracowanymi i przyjętymi na kongresach w Monachium, Kolonii i Konstancji, ukonstytuował się potem Kościół Starokatolicki w Niemczech, a z pewnymi odchyleniami, uzasadnionymi tradycją i warunkami miejscowymi, także Kościoły starokatolickie w Szwajcarii i Austrii.